# Seagle Air
Seagle Air era uma companhia aérea charter com sede em Trenčín, Eslováquia. Ela tinha suas operações fora do Aeroporto de Bratislava em Bratislava, com uma segunda base em Praga. A companhia aérea operava serviços aéreos não regulares, incluindo voos charter de passageiros, carga e correio para destinos domésticos e internacionais.

## História
Estabelecida em 1995 como escola de aviação privada Seagle Air posteriormente acrescentou voos de carga e correio, em 2006 transporte VIP e em 2007 voos charter. Em 2007, também assumiu uma grande parte dos funcionários e escritórios da falida Slovak Airlines.
A empresa também operava uma organização de treinamento de vôo, onde futuros pilotos poderiam receber sua Licença de Piloto de Transporte Aéreo voando em aeronaves Katana Diamond DA20, DA40 e DA42 Twin Star. A escola de voo estava localizada em uma acomodação do tipo Cama e Café no Aeroporto de Trenčín. O Seagle Air-FTO continua operando normalmente.

### Desempenho financeiro
Em 31 de Dezembro de 2008, a Seagle Air tinha uma dívida vencida de 230.000 euros com a segurança social dos seus colaboradores. Esta dívida vencida ascendia a 333.000 Euros no final de março de 2009. No final de junho de 2009, a Seagle Air não tinha mais dívidas com a seguridade social. No entanto, em 23 de outubro de 2009, a Seagle Air cessou todos os seus serviços devido a problemas financeiros. Todas as aeronaves de passageiros foram devolvidas aos seus locadores. Em 25 de janeiro de 2010, a mídia anunciou a falência da empresa.

## Frota

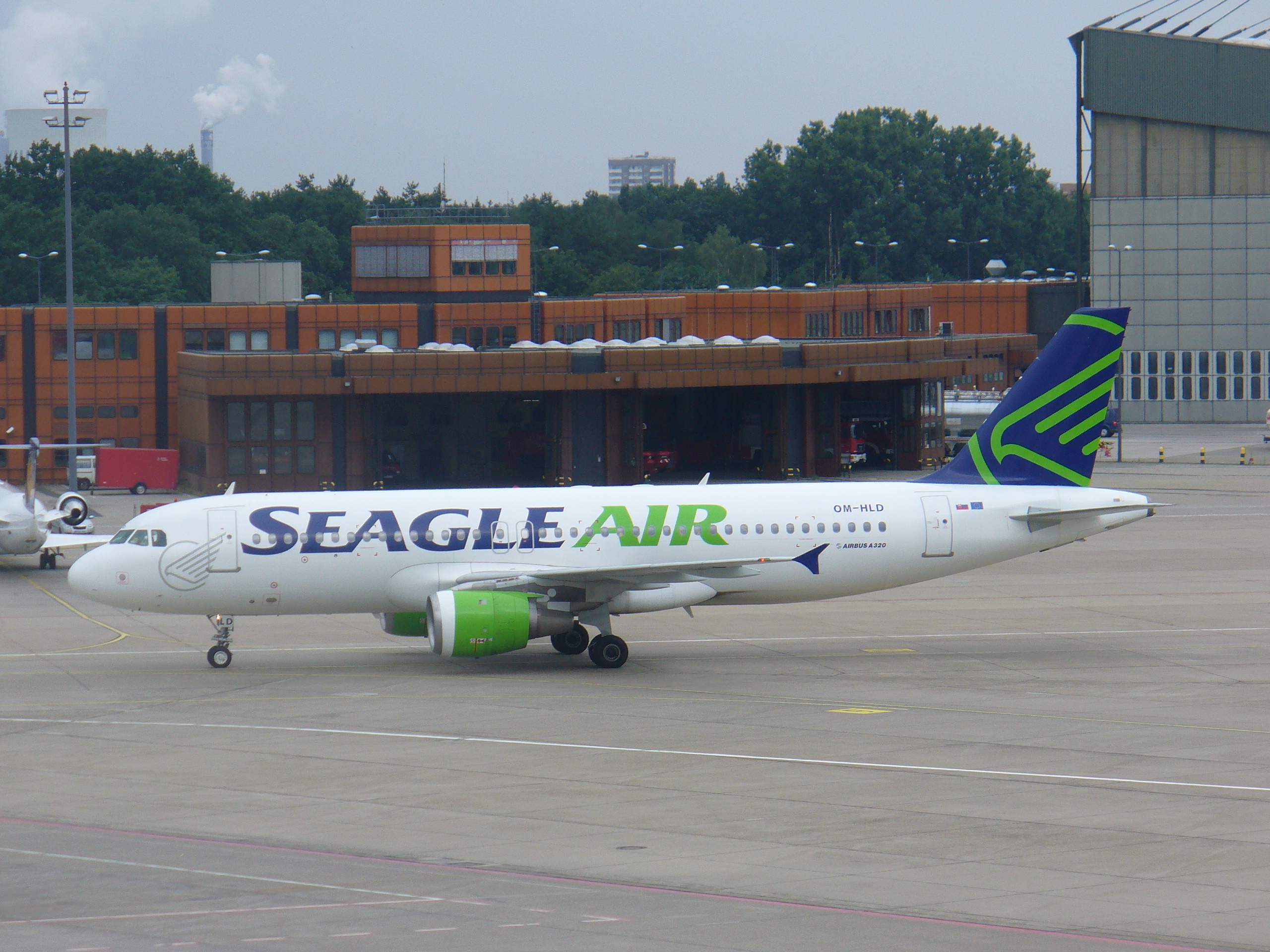
Um Airbus A320 da Seagle Air no Aeroporto de Berlin Tegel em 2009, operando um voo para a Olympic Airlines.

A frota Seagle Air consistia nas seguintes aeronaves quando faliu:
| Aeronaves       | Total | Notas |
| --------------- | ----- | ----- |
| Airbus A320-200 | 2     |       |
| Boeing 737-300  | 4     |       |
| Total           | 6     |       |